# كارل لودفيش سيغل
كارل لودفيش سيغل (بالألمانية: Carl Ludwig Siegel)‏ هو عالم رياضيات ألماني.

## وصلات خارجية
- كارل لودفيش سيغل على موقع مونزينجر (الألمانية)